# Araneus sturmi
Araneus sturmi (Hahn, 1831) è un ragno appartenente alla famiglia Araneidae.

## Distribuzione
La specie è stata rinvenuta in diverse località della regione paleartica.

## Tassonomia
Non sono stati esaminati esemplari di questa specie dal 2009.
Attualmente, a dicembre 2013, non sono note sottospecie.